# Klaus Herrmann (Politiker, 1959)

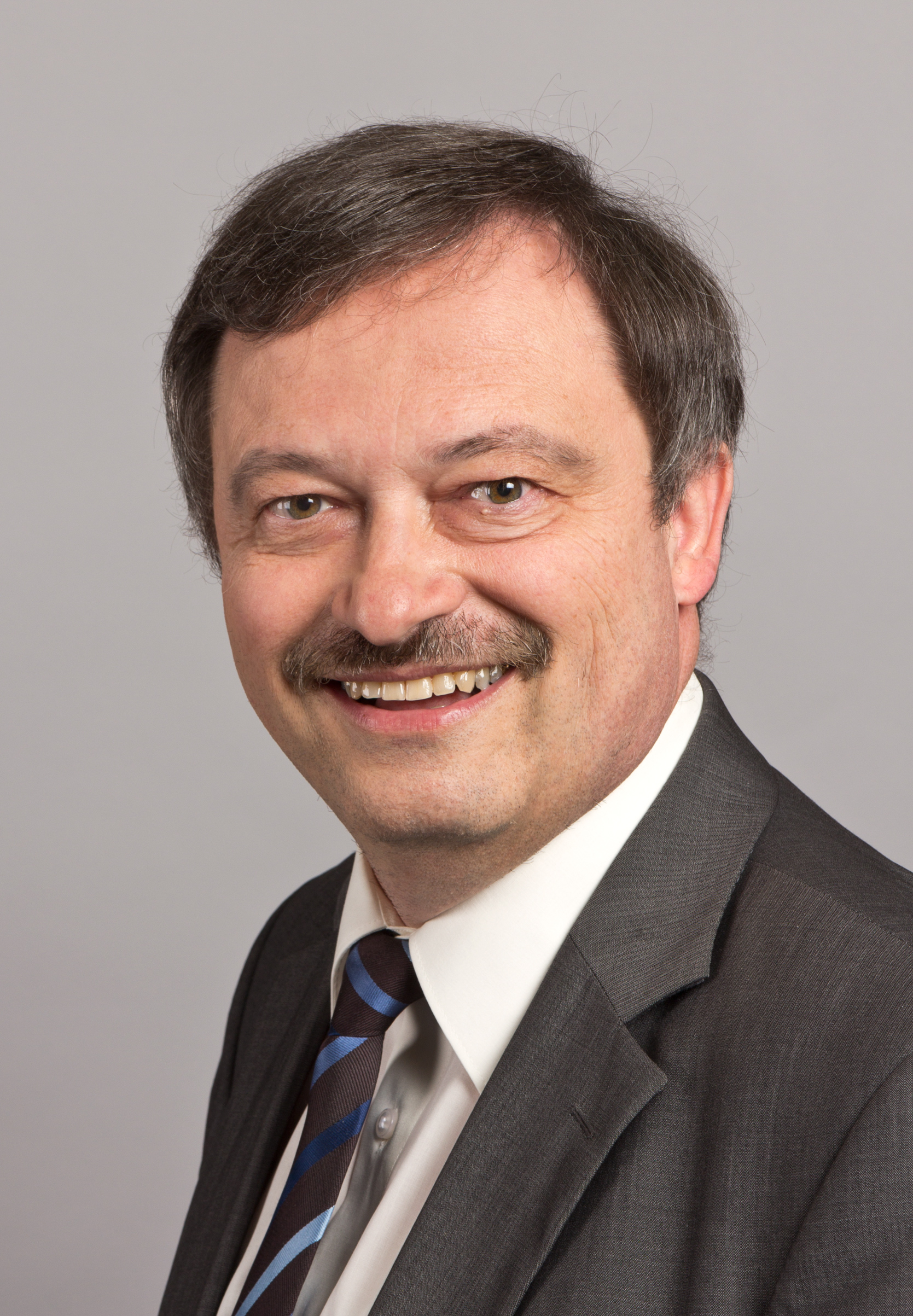
Klaus Herrmann, 2013

Klaus Herrmann (* 14. September 1959 in Stuttgart) ist ein deutscher Politiker der CDU.

## Ausbildung und Beruf
Nach Grundschule, Realschule und Mittlerer Reife 1975 in Gerlingen absolvierte Klaus Herrmann eine Ausbildung zum Großhandelskaufmann. 1978 wechselte er zur Stadtverwaltung Stuttgart und durchlief die Ausbildung zum mittleren Dienst. Von 1984 bis 1987 studierte er an der Fachhochschule für öffentliche Verwaltung. Anschließend war er bis 1996 im Büro eines Stuttgarter Bürgermeisters, beim baden-württembergischen Ministerium für Kultus und Sport und beim Finanzministerium tätig.

## Politische Tätigkeit
Klaus Herrmann trat 1975 der Jungen Union und 1977 der CDU bei. Von 1980 bis 1985 war er Vorsitzender des Ortsverbands der Jungen Union in Gerlingen und danach bis 1989 des Kreisverbands. Seit 1983 ist er Mitglied im CDU-Kreisvorstand des Landkreises Ludwigsburg. Von 1991 bis 1995 und wiederum seit 2009 gehörte er auch dem Landesvorstand der CDU Baden-Württemberg an.
Von 1994 bis 1998 war Herrmann Mitglied im Gemeinderat von Gerlingen. Seit 1999 gehört er dem Gemeinderat von Ludwigsburg und dem Kreistag des Landkreises Ludwigsburg an. Von 1996 bis 2016 war er Abgeordneter im Landtag von Baden-Württemberg. Er vertrat den Wahlkreis 12 (Ludwigsburg) und war Mitglied des Wahlprüfungsausschusses sowie des Ausschusses für Finanzen und Wirtschaft. Von 2010 bis 2011 war er stellvertretender Vorsitzender der CDU-Fraktion, seit 2011 war er deren finanzpolitischer Sprecher. Bei der Landtagswahl am 13. März 2016 verlor er sein Direktmandat an den Kandidaten der Grünen Jürgen Walter und verpasste auch über die Zweitauszählung ein Mandat.

## Sonstige Ämter und Mitgliedschaften
Klaus Herrmann war von 2003 bis 2010 Dozent für Kommunalverfassungsrecht an der Hochschule für öffentliche Verwaltung und Finanzen in Ludwigsburg. Seit 1997 ist er nebenamtlicher Leiter des Stadtarchivs von Gerlingen. Außerdem gehört er dem Aufsichtsrat der Stadtwerke Ludwigsburg-Kornwestheim GmbH (SWLB), dem Aufsichtsrat der Blühendes Barock Gartenschau Ludwigsburg GmbH, dem Kuratorium der Staatlichen Toto-Lotto GmbH Baden-Württemberg, dem Kuratorium der Denkmalstiftung Baden-Württemberg sowie als stellvertretendes Mitglied dem Verwaltungsrat der Kreissparkasse Ludwigsburg an.
Seit 2022 ist Herrmann Vorsitzender des Historischen Vereins für Stadt und Kreis Ludwigsburg.

## Familie und Privates
Klaus Herrmann lebt in Ludwigsburg. Er ist katholisch und ledig.